# Josh Duncan
Pour les articles homonymes, voir Duncan.
Josh Duncan, né le 12 mai 1986 à Cincinnati dans l'Ohio, est un joueur américain de basket-ball.

## Biographie
Le 7 juillet 2015, il revient en Israël, à l'Hapoël Jérusalem.